# Eukryfia

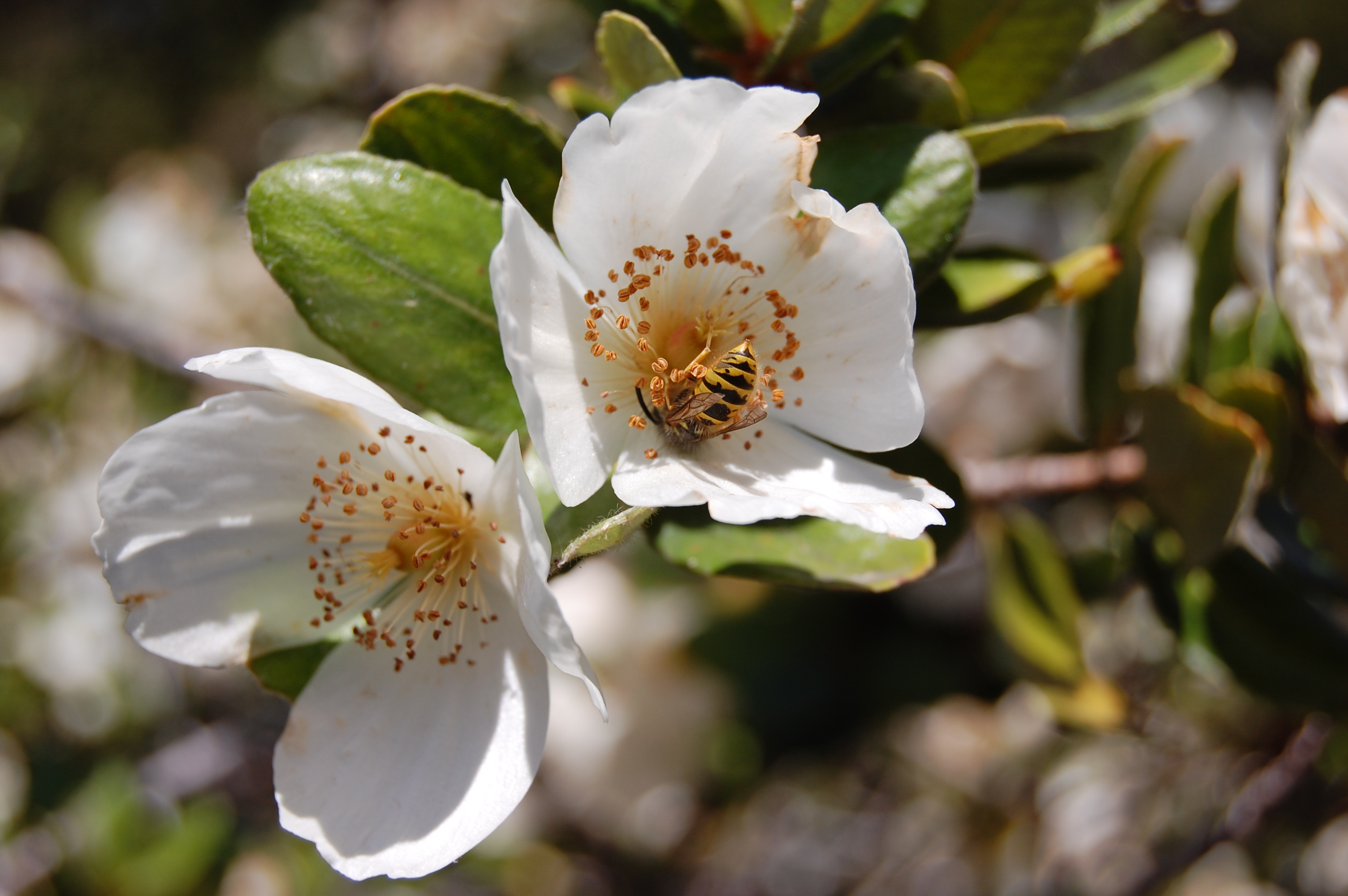
Eucryphia cordifolia

Eukryfia (Eucryphia Cav.) – rodzaj roślin z rodziny radziliszkowatych (Cunoniaceae). Obejmuje 7 gatunków, z czego pięć występuje we wschodniej Australii – od Queensland po Tasmanię, a dwa (E. cordifolia i E. glutinosa) rosną w Ameryce Południowej – w środkowym i południowym Chile oraz w południowej Argentynie. Są to drzewa i krzewy rosnące w wilgotnych lasach strefy umiarkowanej oraz w miejscach wilgotnych na skalistych zboczach. Rozwijają się na glebach kwaśnych, wyjątkiem jest E. cordifolia rosnąca na podłożu wapiennym. Kwiaty są pachnące i zapylane przez owady.
Ze względu na atrakcyjne kwiaty rozwijające się późnym latem są uprawiane jako rośliny ozdobne w łagodnym klimacie (wymagają ochrony przed mrozami, stałego dostępu do wody i przepuszczalnego podłoża). Wyhodowano liczne odmiany, często pochodzenia mieszańcowego. Są uprawiane, zyskując na popularności, w Australii i Nowej Zelandii, w USA (zwłaszcza na zachodnim wybrzeżu) oraz w krajach zachodniej Europy w zasięgu łagodnego klimatu morskiego. W Polsce możliwa jest uprawa w gruncie tylko najbardziej mrozoodpornego gatunku – E. glutinosa – pod okryciem zimą i tylko w zachodniej części kraju. Eukryfie są też cenionymi roślinami miododajnymi (zwłaszcza E. lucida na Tasmanii). Gatunki drzewiaste (E. moorei i E. cordifolia) dostarczają wartościowego drewna.

## Morfologia
PokrójKrzewy i drzewa osiągające do 20 m wysokości (odkryty w 1994 roku gatunek E. jinksii osiąga 25 m). Mają pędy wzniesione, pokrój kolumnowy, pędy nagie lub owłosione (włoski są jednokomórkowe). Pąki szczytowe lepkie.
LiścieU większości gatunków zimozielone, tylko u E. glutinosa sezonowe. Naprzeciwległe, pojedyncze lub pierzasto złożone. Wsparte drobnymi i odpadającymi przylistkami.
KwiatyRozwijają się pojedynczo lub po kilka w pęczkach w kątach liści. Są czterokrotne i obupłciowe. Kielich tworzony jest z czterech działek połączonych na szczycie i kapturkowato osłaniających kwiat w pąku, podczas rozwijania się płatków korony, kielich jest odrzucany. Płatki korony są zwykle białe, rzadziej zaróżowione. Pręciki są bardzo liczne, zwieńczone drobnymi i różowymi pylnikami. Zalążnia górna powstaje w wyniku zrośnięcia 4–14 owocolistków, z których każdy tworzy jednak własną szyjkę słupka.
OwoceDrewniejące lub skórzaste, suche torebki zwieńczone trwałymi szyjkami słupka. Zawierają nieliczne, spłaszczone i oskrzydlone nasiona.

## Systematyka
Pozycja systematyczna
Rodzaj z rodziny radziliszkowatych (Cunoniaceae) należącej do rzędu szczawikowców (Oxalidales). W niektórych ujęciach systematycznych bywał wyodrębniany w monotypową rodzinę eukryfiowatych Eucryphiaceae. W obrębie rodziny radziliszkowatych stanowi monotypową podrodzinę Eucryphioideae.
Skamieniałości liści klasyfikowanych do tego rodzaju i datowanych na późny paleocen znaleziono w Australii.
Wykaz gatunków
- Eucryphia cordifolia Cav.
- Eucryphia glutinosa (Poepp. & Endl.) Baill.
- Eucryphia × hybrida J.Bausch
- Eucryphia jinksii P.I.Forst.
- Eucryphia lucida (Labill.) Baill.
- Eucryphia milliganii Hook.f.
- Eucryphia moorei F.Muell.
- Eucryphia × nymansensis J.Bausch
- Eucryphia wilkiei B.Hyland